# Bridget Fonda
Bridget Jane Fonda (n. 27 ianuarie 1964) este o actriță americană nominalizată pentru premiile Emmy și Globul de Aur.

## Viață personală
În 29 noiembrie 2003, Bridget Fonda s-a căsătorit cu Danny Elfman, compozitor de muzică de film. Oliver, băiatul lor, s-a născut în ianuarie 2005  Fonda nu a mai apărut în nici un film după căsătorie.

## Filmografie
- Partners (1982)
- Aria (1987)
- You Can't Hurry Love (1988)
- Light Years (1988) (voice in English version)
- Scandal (1989)
- Shag (1989)
- Strapless (1989)
- Frankenstein Unbound (1990)
- The Godfather Part III (1990)
- Drop Dead Fred (1991)
- Out of the Rain (1991)
- Doc Hollywood (1991)
- Iron Maze (1991)
- Leather Jackets (1992)
- Single White Female (1992)
- Singles (1992)
- Army of Darkness (1992)
- Bodies, Rest & Motion (1993)
- Point of No Return (1993) AKA. (outside the US.) The Assassin
- Micul Buddha (1993)
- It Could Happen to You (1994)
- The Road to Wellville (1994)
- Camilla (1994)
- Rough Magic (1995)
- Balto (1995) (voice)
- City Hall (1996)
- Grace of My Heart (1996)
- Touch (1997)
- Mr. Jealousy (1997)
- Jackie Brown (1997)
- Break Up (1998)
- A Simple Plan (1998)
- Finding Graceland (1998)
- Lake Placid (1999)
- South of Heaven, West of Hell (2000)
- Delivering Milo (2001)
- Monkeybone (2001)
- Kiss of the Dragon (2001)
- The Whole Shebang (2001)
- Snow Queen (ro. Crăiasa zăpezilor) (2002)